# جون هيتون
جون هيتون (بالإنجليزية: John Heaton)‏ هو متزلج جماعي أمريكي، ولد في 9 سبتمبر 1908 في نيو هيفن في الولايات المتحدة، وتوفي في 10 سبتمبر 1976 في باريس في فرنسا.

## وصلات خارجية
- جون هيتون على موقع أوليمبيديا (الإنجليزية)
- جون هيتون على موقع الموسوعة البريطانية (الإنجليزية)